# Lie Back and Enjoy It

Lie Back and Enjoy It è il secondo album in studio del gruppo musicale britannico Juicy Lucy, pubblicato nel 1970 dalla Vertigo Records.

## Il disco
L'album è stato rimasterizzato nel 2010 con l'aggiunta di quattro tracce bonus. Contiene una cover del brano Willy the Pimp di Frank Zappa.

## Tracce
1. Thinking of My Life – 4:45
2. Built for Comfort – 3:44
3. Pretty Woman – 3:14
4. She's Mine – 3:47
5. Whiskey in My Jar – 3:39
6. Changed My Mind – 3:26
7. Chicago North-Western – 4:48
8. That Woman's Got Something – 3:26
9. Willie the Pimp – 4:06 (Frank Zappa)
10. Lie Back and Enjoy It – 3:25

## Formazione
- Paul Williams, voce
- Micky Moody, chitarra
- Glenn Ross Campbell, chitarra
- Chris Mercer, tastiera
- Keith Ellis, basso
- Rod Coombes, batteria